# Homec, Dobrla vas
Homec (nemško Homitzberg) je naselje v Občini Dobrla vas v Okraju Velikovec na Koroškem v Avstriji.